# Yakovlev Yak-15
El Yakovlev Yak-15 (en ruso: Як-15, designación USAF/DoD: Tipo 2, designación OTAN: Feather) fue un caza monomotor de reacción fabricado por la oficina de diseño soviética Yakovlev durante los años 1946 y 1947 a partir del modelo de hélice Yakovlev Yak-3. Se convirtió en el primer avión soviético de reacción realmente viable, además de ser el primero que entró en servicio operacional en la Fuerza Aérea Soviética. Poco tiempo después sirvió de base para los también reactores Yakovlev Yak-17 y Yakovlev Yak-23. La variante de entrenamiento biplaza del Yak-15 recibió la denominación Yak-21.

## Historia
El Yakovlev Yak-15, originalmente designado Tipo 2 por el Departamento de Defensa de los Estados Unidos, y posteriormente recibió la designación OTAN Feather, fue uno de los primeros cazas de reacción soviéticos, además de ser el caza de reacción operativo más ligero jamás construido. El diseño mantiene las alas, el tren de aterrizaje de cola, la parte posterior del fuselaje y la cola del avión con motor de pistón Yakovlev Yak-3U. La nueva sección delantera del fuselaje acomodaba un turborreactor RD-10 (motor que era una copia del turbojet alemán Junkers Jumo 004B), y una serie de rasgos innovadores que incluían una cubierta de cabina soplada y deslizable hacia atrás, y un revestimiento más grueso y resistente para la sección inferior trasera del fuselaje, a fin de sustraerse a los efectos del flujo de escape del motor.
El desarrollo de este modelo comenzó el mes de febrero de 1945, pero el primer vuelo se retrasó hasta el 24 de abril de 1946. Durante el otoño de ese año se completaron 20 aparatos de preproducción, a los que siguieron 280 ejemplares de serie, servidos a la Fuerza Aérea Soviética en el transcurso de 1947. Entre las variantes del tipo básico aparecen el biplaza de entrenamiento con doble mando Yak-21 y el modelo experimental Yak 15U, con el tren de aterrizaje tipo triciclo.

## Variantes
Yak-15
Caza de reacción de un solo asiento
Yak-21
Biplaza de entrenamiento con doble mando
Yak-15U
Versión experimental equipado con un tren de aterrizaje triciclo

## Usuarios
Unión Soviética
- Fuerza Aérea Soviética

## Especificaciones (Yak-15)

### Características generales
- Tripulación: Uno (piloto)
- Longitud: 8,70 m
- Envergadura: 9,20 m
- Altura: 2,27 m
- Superficie alar: 14,85 m²
- Peso vacío: 1918 kg
- Peso cargado: 2234 kg
- Planta motriz: 1× turborreactor Tumansky RD-10.
  - Empuje normal: 8,9 kN (2000 lbf) de empuje.

### Rendimiento
- Velocidad nunca excedida (Vne): 805 km/h a 5000 m
- Alcance: 510 km
- Techo de vuelo: 13 350 m (43 800 pies)
- Régimen de ascenso: 12 m/s (2362 pies/min)
- Carga alar: 150 kg/m² (36,3 lb/ft²)
- Empuje/peso: 0,34

### Armamento
- Cañones: 

  - 2x Nudelman-Suranov NS-23 de 23 mm

### Desarrollos relacionados
- Yakovlev Yak-3
- Yakovlev Yak-17
- Yakovlev Yak-23

### Aeronaves similares
- Aerfer Ariete
- Aerfer Sagittario
- Lavochkin La-150
- Lavochkin La-152
- Lavochkin La-154
- Lavochkin La-156
- Lavochkin La-160
- Lavochkin La-174TK

### Secuencias de designación
- Aviones de caza de Yakovlev: Yak-1 • Yak-3 • Yak-7 • Yak-9 • Yak-15 • Yak-17 • Yak-23 • Yak-25 • Yak-28 • Yak-38 • Yak-130